# Polyglyptodes scaphiformis
Polyglyptodes scaphiformis är en insektsart som beskrevs av Fowler. Polyglyptodes scaphiformis ingår i släktet Polyglyptodes och familjen hornstritar. Inga underarter finns listade i Catalogue of Life.